# 安金藏

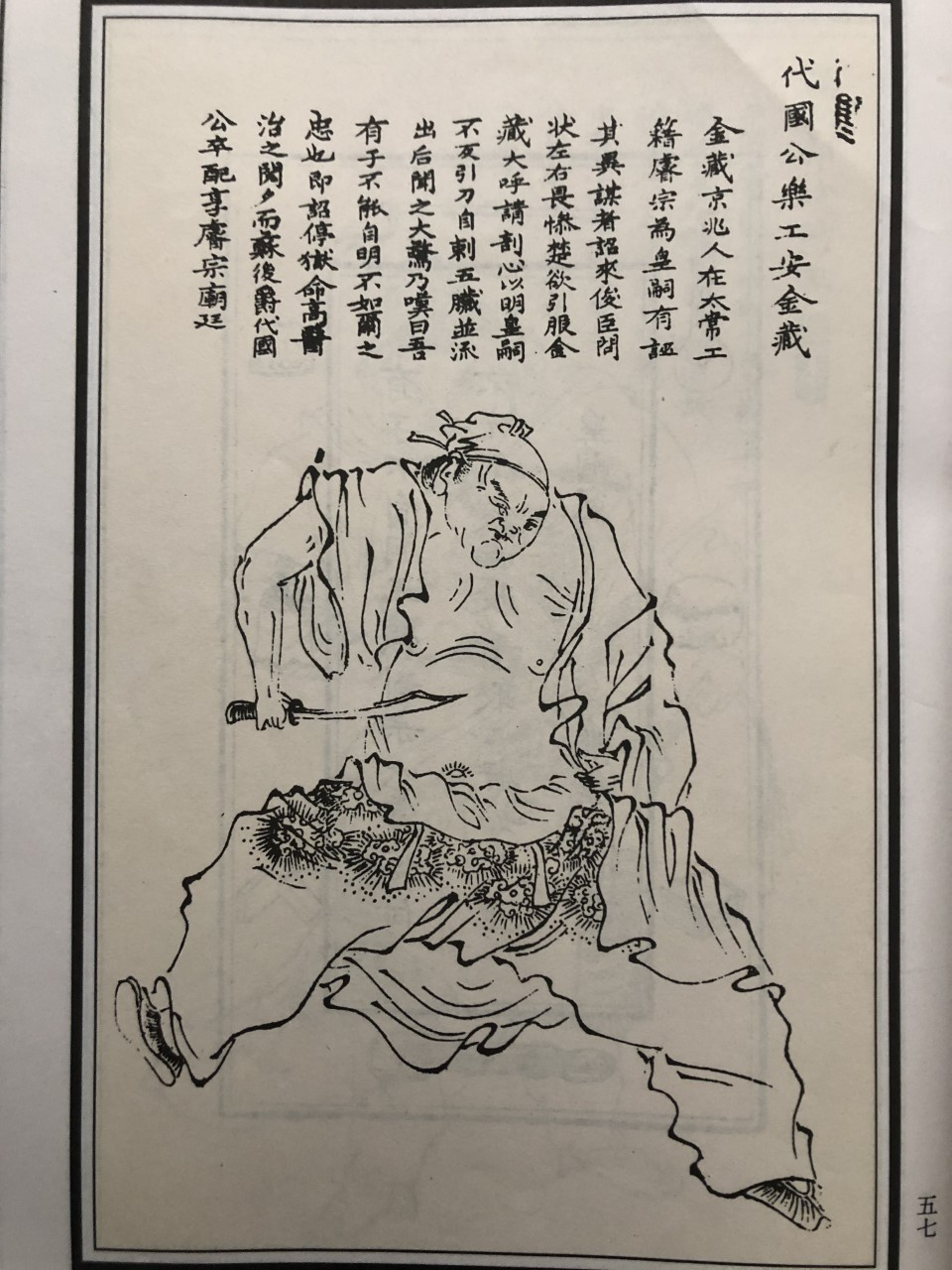

安金藏（?—?），唐朝京兆（今陕西省西安市）人，粟特將領安菩之子，唐睿宗時官員。曾剖腹自殘以救睿宗，後封為國公，追贈兵部尚書。

## 簡介
本為太常寺的工人。693年，有人告皇嗣李旦谋反，皇嗣左右之人，都受不住来俊臣的酷刑，被迫招认。
安金藏表示皇嗣无罪，大声对来俊臣说：“公既不信金藏之言，请剖心以明皇嗣不反。”於是安金藏抽佩刀剖开胸膛，五脏流出，血流满地。武则天知道后，命人把他抬到宫內急救，医生把他的五脏纳入体内，以桑皮线缝合，敷以药。安金藏经过一夜才苏醒。武则天说，「吾子不能自明，不如爾之忠也！」于是停止追查皇嗣李旦。
李旦即位，是為唐睿宗，安金藏升至右武衛中郎將。732年三月，李旦的儿子唐玄宗想到右骁卫将军安金藏之忠烈事迹，赐爵代国公，在东岳泰山、西岳华山建碑铭记其功。安金藏最后年老善终，贈兵部尚書。
安金藏墓在陕西省永寿县监军街道永安村，1992年列为第三批陕西省文物保护单位。

## 延伸阅读
[在维基数据编辑]
 《舊唐書/卷187上》，出自刘昫《舊唐書》